# 足利义教
足利義教（日语：〔〕／ Ashikaga Yoshinori，1394年7月11日—1441年7月12日），日本室町幕府第6代征夷大将军，1429年至1441年在职。他是第3代将军足利义满之第三子，也是第4代將軍足利義持之同母弟。母親為安艺法眼之女藤原庆子。

## 生涯

### 就任將軍前
應永元年（1394年）6月14日出生，是足利義滿的第三子。幼名春寅。由於他不是嗣子，根據規定應該出家，因此於1403年（應永10年）入住青蓮院，並於應永15年（1408年）3月8日剃度出家，取名義圓。同日，異母弟足利義嗣被敘為從五位下的位階，義圓成為義滿的第三順序繼承人。約在應永20年被封為准后。應永26年（1419年）11月成為第153代天台座主，人稱「天台開闢以來的逸材」（天台開闢以来の逸材），被寄予了厚望。此後曾短暫擔任過大僧正一職。

### 就任將軍
1425年（應永32年），第5代將軍足利義量逝世。義量是義圓兄長義持的兒子。此後義持於應永35年（1428年）正月得了重病。義持拒絕指定繼承人，因此群臣商議，決定在石清水八幡宮以抽籤的方式選出新任將軍。1月17日義持死亡後，由他的四個弟弟梶井義承、大覺寺義昭、虎山永隆和義圓在石清水八幡宮抽籤。因此群臣認為抽籤的方式代表了神的旨意，因此是最公正的。三寶院滿濟在石清水八幡宮進行抽籤，18日義持逝世時開封，發現義圓勝出。後來義圓被揶揄為「抽籤將軍」（籤引き将軍）。其結果於19日報告給了義圓，義圓曾幾度辭退，但最後同意了。同時義圓離開青蓮院，移住日野義資的府邸。
當時室町幕府權力處於真空狀態，群臣希望新任將軍立刻就職。但是義圓係還俗後當選將軍的，在此之前只有護良親王是還俗後就任將軍的，而且是凶例。而在元服前出家、就任將軍前既無官位又無官職是沒有先例的。武家傳奏萬里小路時房強烈反對給予義圓官位，認為應該在義圓頭髮長全、並且元服以後逐階昇進，公卿們多支持此意見。幕府只得聽從此意見，等待義圓的頭髮長全。同時幕府發給義圓御教書，讓他執掌政務。但朝廷反對，只得使用管領下知狀代之。3月12日義圓還俗，改名義宣，敘從五位下左馬頭。4月14日昇從四位，但仍未被封為將軍。當時風傳關東公方足利持氏會被封為將軍，因此京都局勢不太穩定。
同年7月6日（應永35年4月27日，改元正長），稱光天皇病篤。義宣秘密將伏見宮貞成親王的兒子彥仁王從伏見宮御所帶到了京都，請求後小松上皇立之為嗣。這正合上皇的心願，立即同意了請求。20日稱光天皇駕崩，彥仁王即位，是為後花園天皇。
正長2年（1429年）3月15日，義宣改名義教，昇參議近衛中將，封征夷大將軍。其改名的緣故是「義宣」與「世忍」（ / Yoshinobu）同音，會招致世俗的劫難，因此不吉。最初公家商議改名「義敏」，但攝政二條持基考證認為「教」字吉利，最終改名「義教」。

### 幕府權威的復興
成功就任將軍之後的義教，試圖恢復失墜的幕府權威和將軍的獨裁統治。在稱光天皇逝世後，義教將後花園天皇擁上皇位便是其中的一例。義教奏請後花園天皇編纂《新續古今和歌集》，並且聘請三寶院滿濟為政治顧問。義教以御前沙汰代替了評定眾、引付，並自行任命可以出席御前沙汰的官員。同時限制了管領的權力，諸大名可以不通過管領直接向將軍稟報事務。同時義教也對將軍直轄的奉公眾進行整備和改革，並限制了管領在幕府中的兵權。
在外交上，足利義教恢復了勘合貿易，將對明朝貿易的權力牢牢抓在將軍手裡，強化了幕府的權力。
朝廷將年號正長改為永享的時候，關東地區的鐮倉公方足利持氏拒絕改元，並繼續使用正長年號。義教欲發兵討伐，但遭到關東管領上杉憲實的強烈反對，不得不放棄了這個計劃，改為下令討伐九州的大內盛見。大內盛見被少貳氏、大友氏圍攻，敗死；其侄大內持世嗣位，借山名氏之手擊破了澀川氏、少貳氏和大友氏，佔據了九州。

### 與延曆寺的抗爭
足利義教在還俗之後，試圖讓弟弟義承繼任比叡山延曆寺的天台座主，以便控制天台勢力。但這引起了延曆寺僧眾的不滿，1433年（永享5年），僧眾彈劾幕府的山門奉行飯尾為種、光聚院猷秀等人，提出十二條不正當的罪名。最終滿濟和管領細川持之提倡和解，義教將飯尾為種、光聚院猷秀配流外地。但山徒趁勢攻打並燒毀了與支持二人的園城寺。這使義教大怒，親自率兵聯合園城寺的僧兵，包圍了比叡山。最終比叡山投降，雙方和解。
然而翌年7月，京都出現了延曆寺與鐮倉公方足利持氏合謀反對幕府，作法詛咒將軍的傳聞。義教立刻派遣近江守護京極持高、六角滿綱包圍了比叡山，禁止一切物資進入比叡山一帶。11月，幕府的武士焚毀了比叡山的門前町坂本一帶的民宅，百姓逃往山上避難，引起了山上的騷亂。延曆寺派人請求投降，管領細川持之等幕府宿老也勸義教赦免延曆寺，義教怎麼也不同意。12月10日，以細川持之為首的幕府宿老5名，聲稱「如果不能赦免比叡山的話，就要燒掉自己的邸宅，退回本國」（比叡山赦免が成されなければ、自邸を焼いて本国に退去する），強迫義教接受投降。12日，義教不得不同意和睦，延曆寺派4名代表謁見將軍。
然而這不是義教的本心，1435年2月，義教召4名代表入京，將他們全部逮捕斬首。得知此事後延曆寺憤慨激昂，將根本中堂燒毀以示抗議，同時有24人自焚抗議。延曆寺的火光在京都都可以看見，世情騷然。義教下令將比叡山造謠者斬首。此後又任命了親幕府派的僧人，半年之後才開始重建根本中堂。

### 永享之亂
鐮倉公方足利持氏曾與義教爭奪過將軍之位，因此心恨義教。此前的年號問題、比叡山詛咒問題、以及後來1438年（永享10年）嫡子足利義久元服之際拒絕拜請義教的偏諱（根據當時慣例，大名的兒子元服後要拜領時任將軍的偏諱）等事，使鐮倉公方與室町幕府間的關係劍拔弩張。關東管領上杉憲實曾就拜領偏諱一事勸諫持氏，但被持氏拒絕和疏遠；因此上杉憲實逃回領國上野，向幕府報告了鐮倉公方謀反之事。足利義教趁機同上杉憲實結盟，拉攏關東一帶的諸大名形成對足利持氏的包圍網。1439年封持氏為朝敵，同年11月出兵關東（永享之亂）。足利持氏大敗，剃髮出家以示投降歸順。但義教不顧上杉憲實的請求，逮捕並於永安寺殺害了持氏一家。足利義教試圖讓自己的兒子足利政知成為新任鐮倉公方，但因上杉氏的反對而失敗。

### 關東平定與中央集權的實現
義教平定鐮倉之後，足利持氏的遺孤安王丸、春王丸兄弟投奔結城氏朝，並於1440年（永享12年）舉兵叛亂（結城合戰）。幕府命令已經隱退的上杉憲實再次出山鎮壓叛亂，遭到關東諸大名的頑強抵抗，最終因彈盡糧絕而在翌年4月成功鎮壓叛亂。安王丸、春王丸兄弟在押往京都的途中被斬。
大和永享之亂中，越智氏、箸尾氏聯合有力國人支持後南朝的勢力。足利義教奉後花園天皇的「治罰綸旨」討伐越智氏、箸尾氏等朝敵，一定程度上恢復了朝廷的權威。
足利義教試圖控制地方的有力守護大名，積極介入大名的家督繼承紛爭。他將大內持世、赤松貞村等心腹擁上家督之位，同時暗殺了反對自己的一色義貫、土岐持賴等守護大名。雖然義教時代發生正長土一揆、後南朝叛亂等暴動，政治、社會形勢不穩定，但義教對幕府權力的強化仍有一定成果。

### 後期
約在1437年（永享9年）左右，京都風傳足利義教欲將赤松滿祐的領地剝奪，轉封給親近義教的赤松貞村，引起了滿祐的不滿。嘉吉元年（1441年）6月24日，赤松滿祐慰勞從關東歸來的義教，在自己的府邸宴請義教。足利義教率少數親信來到赤松氏的府邸。在觀賞猿樂的時候，突然有馬被放入屋敷之內並且關上門的聲音。義教高聲問道：「怎麼回事？」（何事であるか？）身邊的三條實雅答道：「大概是雷鳴吧。」（雷鳴でありましょう）此後障子被放開，身著甲胄的武士紛紛闖入座敷之內，赤松氏的家臣安積行秀砍下了義教的首級。隨行的山名熙貴當場被殺；細川持春被砍斷了一隻手臂；京極高數、大內持世身負重傷，次日死去；三條實雅果敢地抓住赤松氏武士的太刀，被砍昏倒，倖免於難。將軍被殺後，室町幕府陷入混亂之中，赤松滿祐、教康父子趁機回到播磨。
貞成親王在《看聞日記》中評價到：「這真是自作自受。將軍如此不名譽地死去，是自古以來聞所未聞的事情。」（自業自得ノ果テ、無力ノ事カ。将軍此ノ如キ犬死ニハ古来ソノ例ヲ聞カザル事ナリ）
同年7月11日，細川持常、山名持豐編成討伐軍，滅亡了赤松氏。這就是歷史上的嘉吉之亂。嘉吉之亂後，幕府將軍的權力被弱化。後來經過了應仁之亂和明應之變，幕府將軍完全成為了大名的傀儡。

## 人物形象
足利義教性格殘暴專斷而且暴躁易怒，經常因小事情處罰別人以重罪，因此獲得了「惡御所」的綽號。以下事情就是其典型的例子。
- 1430年（永享2年），天皇的侍講東坊城益長（日语：東坊城益長）在將軍就任一週年的儀式上對足利義教笑了一下。義教認為他在嘲笑自己，於是大怒，沒收了益長的領地並給予其「蟄居」的處罰。
- 1432年（永享4年），一條兼良的府邸舉行鬥雞比賽，許多人前往觀看，從而堵塞了義教出行的隊伍。義教大怒，下令禁止舉行鬥雞比賽，並將京都的雞全部驅逐出城。
- 足利義教在出家的時候，曾與自己側室日野重子（日语：日野重子）的哥哥日野義資（日语：日野義資）發生矛盾。義教就任將軍後，沒收了義資的領地並給予他「謹慎（日语：謹慎）」的處分。1434年（永享6年），日野重子為義教產下一子（即後來的足利義勝），許多人前往日野義資的邸宅祝賀。義教得知後十分不快，處罰了前往祝賀的人。同年6月8日，日野義資在家中被暗殺，首級不知所終。京都風傳是足利義教指使的，義教大怒，下令查明流言的源頭，將傳播者參議高倉永藤（日语：高倉永季）流放硫磺島。
- 1435年，比叡山延曆寺根本中堂（日语：延暦寺根本中堂）被焚，京都世情騷然。義教下令禁止傳播流言，並將觸犯禁令的商人斬首。
- 足利義教的侍女少納言局，有一次因為倒酒時手腳笨拙而被毆打了一頓，後來義教強迫她出家為尼。
- 有一位名叫日親（日语：日親）的僧人曾前來勸說義教信仰日蓮宗，否則死後將進入十八層煉獄。義教命人將日親的頭塞進灼熱的鍋裡。此後，日親曾再次向義教說教，但足利義教不由分說下令割下了他的舌頭。

永享6年（1434年）6月，中山定親在日記《薩戒記》中記載，僅被義教處罰過的上層人物有公卿59名、神官3名、僧侶11名、女房7名。其中包括了天皇的生母日野西資子以及皇族、關白等人。齋木一馬的記載中則是此數字的2倍以上。此外被處罰的武士、平民不計其數。伏見宮貞成親王在其《看聞日記》裡，在寫道犯禁的商人被斬首時（永享七年二月八日条）曾說到：「萬人恐怖，莫言，莫言。」（万人恐怖、言フ莫レ、言フ莫レ）「萬人恐怖」成為義教時代的象徵。
此外，為了制約管領的權力，在對朝廷關係、境界問題及人事安排等重要事務上，使用「神判」（盟神探湯）的方式。即让当事人在神灵面前起誓，然后分别将手深入滚沸的水中，若是无事的话便是无罪，反之即为有罪。足利義教借此方式，加強了將軍的獨裁統治。

## 墓地
墓所

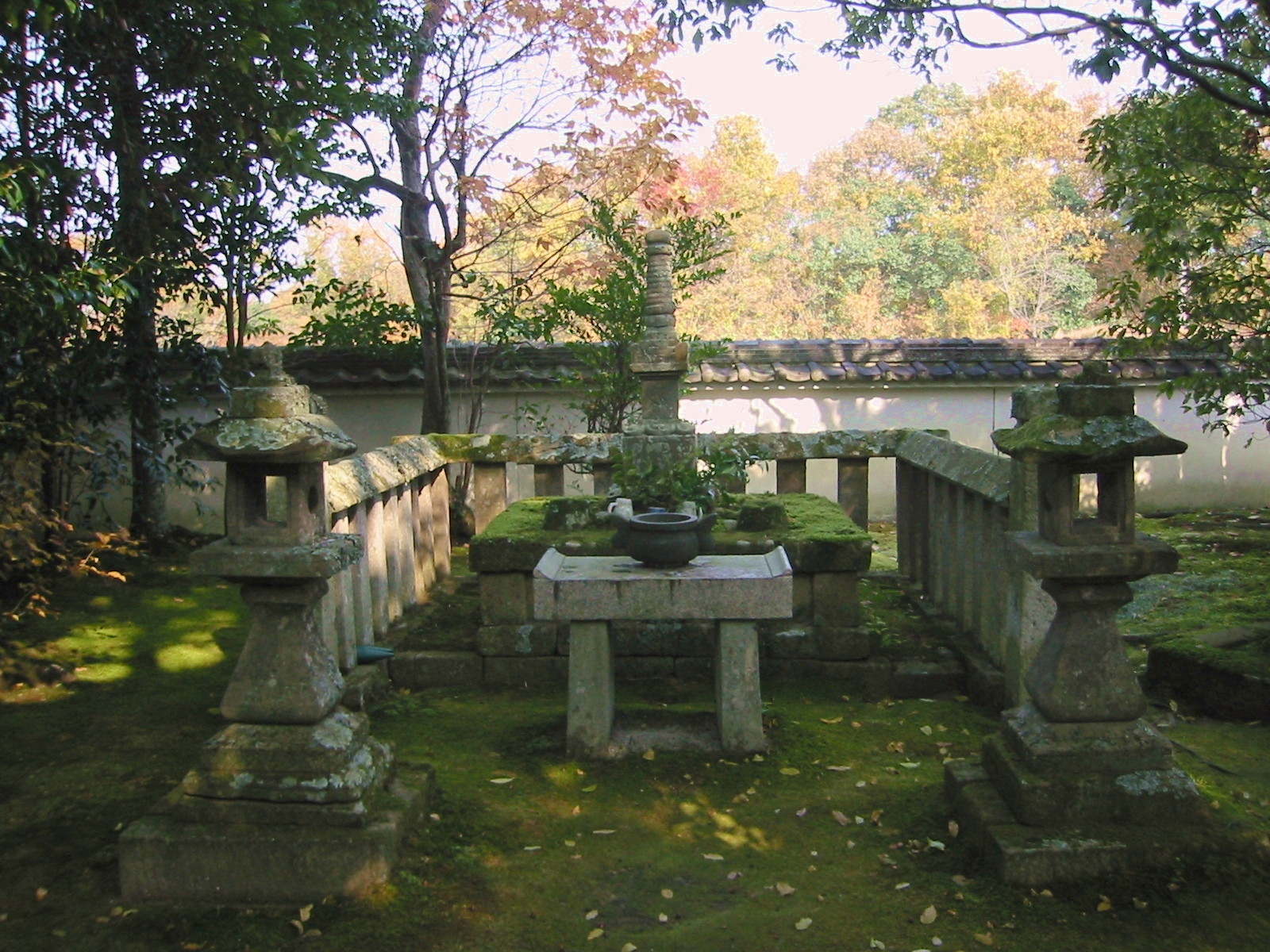
義教的首塚塔-兵庫縣加東市安國寺

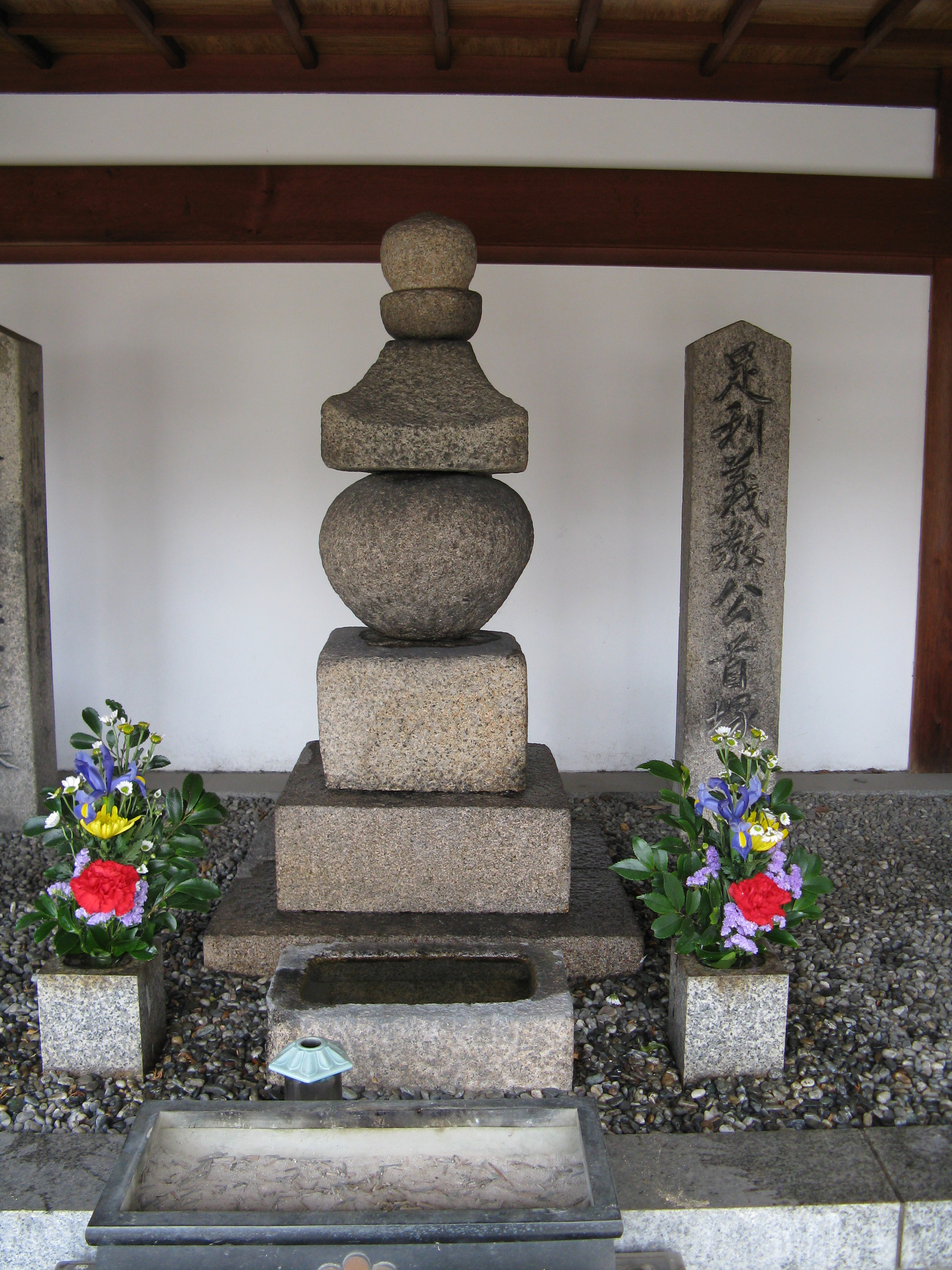
義教的首塚塔-大阪市崇禪寺

法名:普廣院殿善山道惠。墓所:京都市的十念寺。另外，義教的首塚位於大阪市的崇禪寺、兵庫縣加東市的安國寺。
肖像
由於足利義教死於非命，當時的人們畫了許多肖像畫，以為鎮住其亡靈之用。現存的作品有：
- 肖像画 - 妙興寺本（直垂姿。重要文化財）、法觀寺本（烏帽子法衣姿）、東京大學史料編纂所本（束帶姿）
- 木像 - 等持院像、鑁阿寺像、崇禅寺像、普門寺像

## 履歷
※以下日期皆為日本舊曆。
- 1428年（正長元年）3月12日:叙任從五位下左馬頭，還俗更名義宣；4月14日:升任従四位下。
- 1429年（永享元年）3月9日:元服；3月15日:補任参議，兼任左近衛中將，被封為征夷大将軍，改名義教；3月29日:升任從三位，轉任權大納言；8月4日:兼任右近衛大將；12月13日:升任從二位。
- 1430年（永享2年）1月6日:兼任右馬寮御監事務；10月17日:升任從一位。
- 1432年（永享4年）7月25日:轉任内大臣；8月28日:轉任左大臣；12月9日:兼任淳和獎學兩院別當事務。
- 1433年（永享5年）8月9日:辭去右近衛大將職務。
- 1438年（永享10年）8月28日:辭去左大臣職務。
- 1441年（嘉吉元年）6月24日:薨去；6月29日:贈太政大臣。

## 家庭
- 父：足利義満
- 母：藤原慶子
- 正室：日野宗子
- 正室：三條尹子
- 側室：日野重子
- 子：足利義勝：7代将軍
- 子：足利義政：8代将軍
- 子：足利義視
- 側室：少弁殿
- 子：足利政知：堀越公方
- 側室：東御方（長慶天皇孫、玉川宮女）

永享3年12月に義教の下に上がるも、永享9年11月、密通事件により離縁 

## 接受義教偏諱的人物
- 一條教房
- 菊亭教季
- 近衛教基
- 赤松教康
- 一色教親
- 上杉教朝
- 上杉教房
- 大内教弘
- 大内教幸
- 北畠教具

- 河野教通（通直）
- 澀川教直
- 少貳教賴
- 富樫教家
- 細川教春（別名：教有、和泉上守護家）
- 細川教春（野州家）
- 山名教清
- 山名教豐
- 山名教之